# Ranitomeya sirensis
Ranitomeya sirensis es una especie de anfibio anuro de la familia Dendrobatidae.

## Distribución geográfica
Esta especie habita:
- en Perú en las regiones de Loreto, Huánuco, Junín, San Martín, Pasco, Madre de Dios, Ucayali, Cuzco;
- en Bolivia en el departamento de Pando;
- en Brasil en el estado de Acre.[4]

## Descripción
Se reconocen cinco morfos Sira, Lamasi, Divisoria, Biolat y Panguana. 
Ranitomeya sirensis Sira mide de 15 a 17 mm. Su espalda es uniforme rojo y sus extremidades turquesa.

## Etimología
El nombre de su especie, compuesto por sir[a] y el sufijo latín -ensis, significa "que vive que habita", y le fue dado en referencia al lugar de su descubrimiento, la Serranía de Sira.

## Publicación original
- Aichinger, 1991 : A new species of Poison-Dart Frog (Anura: Dendrobatidae) from the Serranía de Sira, Peru. Herpetologica, vol. 47, p. 1–5[5]